# NGC 3198
NGC 3198 هي مجرة تتبع كوكبة الدب الأكبر. اكتشفها ويليام هيرشل في 15 يناير 1788.

## روابط خارجية
- NGC 3198 على موقع ويكي سكاي: DSS2, SDSS, GALEX, IRAS, Hydrogen α, X-Ray, Astrophoto, Sky Map, Articles and images